# Lispe weschei
Lispe weschei este o specie de muște din genul Lispe, familia Muscidae, descrisă de Malloch în anul 1922. Conform Catalogue of Life specia Lispe weschei nu are subspecii cunoscute.